# Valentin Weigel

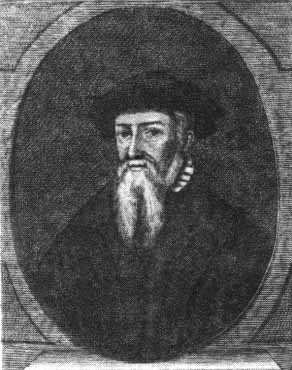
Valentin Weigel.

Valentin Weigel,  född den 7 augusti 1533 i Sachsen, död den 10 juni 1588 (inte efter 1594) som kyrkoherde i Zschoppau, var en tysk teosof,
Weigel hyllade en närmast panteistisk världsåsikt med mystik tendens och gav upphov till en egen sekt, de så kallade weigelianerna. Under sin livstid höll han dock sina uppfattningar hemliga. De flesta av hans skrifter utkom från trycket först tjugo år eller mer efter hans död. 1626 brändes de offentligt.